# NGC 1431
NGC 1431 je galaksija u zviježđu Bik.

## Vanjske poveznice
- SEDS: NGC 1431